# Nachfrist
Eine Nachfrist ist eine Frist, die der Gläubiger dem Schuldner im Falle des Nichteinhaltens der vertraglichen Vereinbarungen (oder wie Juristen es formulieren, einer Leistungsstörung in einem gegenseitigen Vertrag) zur Bewirkung der Leistung oder zur Nacherfüllung setzen kann. 

## Bedeutung in Deutschland
Regelungen zur Nachfrist finden sich u. a. im Bürgerlichen Gesetzbuches (BGB): § 281 Abs. 1, § 323 Abs. 1, § 636, § 637 BGB.
Der fruchtlose Ablauf der Nachfrist kann (bei Vorliegen weiterer Voraussetzungen) auf Seiten des Gläubigers zur Entstehung eines Schadenersatzanspruchs (§ 280 Abs. 1 und 3, § 281 BGB) führen, der an die Stelle der bisherigen Leistungspflicht tritt. Der fruchtlose Ablauf einer Nachfrist ist aber grundsätzlich auch Voraussetzung eines Rücktritts nach § 323 Abs. 1 BGB. Ist die Nacherfüllung nach § 275 BGB unmöglich, so ist eine Nachfrist grundsätzlich obsolet; sie wäre auch sinnlos. Für den Schadensersatz statt der Leistung wird dies durch § 283 BGB deutlich, im Falle eines Rücktritts durch § 326 Abs. 5 BGB. Aber auch dann, wenn eine Nachfrist grundsätzlich nötig ist, kann diese im Einzelfall ausnahmsweise entbehrlich sein, wie die Vorschriften der § 281 Abs. 2, § 323 Abs. 2 BGB zeigen.
Der Beginn der Frist (§ 187 BGB) und das Ende der Frist (§ 188 BGB) richten sich gemäß § 186 BGB nach den allgemeinen Vorschriften.
Die Androhung der Ablehnung der Leistung im Falle des Nichteinhaltens der Frist ist heute, anders als nach früherem Recht, nicht mehr notwendig.